# Emilienstraße (metropolitana di Amburgo)
Emilienstraße è una stazione della metropolitana di Amburgo, sulla linea U2.